# Die Zeiger der Uhr
Chansons représentant l'Allemagne au Concours Eurovision de la chanson
Paradies, wo bist du?
(1965) Anouschka
(1967)
Die Zeiger der Uhr (« Les aiguilles de l'horloge »)  est une chanson écrite par Hans Bradtke, composée par Walter Dobschinski et interprétée par Margot Eskens, sortie en 1966. 
C'est la chanson représentant l'Allemagne au Concours Eurovision de la chanson 1966.

## À l'Eurovision

### Sélection
La chanson Die Zeiger der Uhr, interprétée par Margot Eskens, est sélectionnée en interne en 1966 par la Hessischer Rundfunk, pour représenter l'Allemagne au Concours Eurovision de la chanson 1966 le 5 mars à Luxembourg.

### À Luxembourg
La chanson est intégralement interprétée en allemand, langue officielle de l'Allemagne, comme l'impose la règle de 1966 à 1972. L'orchestre est dirigé par Willy Berking.
Die Zeiger der Uhr est la première chanson interprétée lors de la soirée du concours, précédent Stop, mens legen er go' d'Ulla Pia pour le Danemark.
À l'issue du vote, elle obtient 7 points, se classant 10e — à égalité avec Ce soir je t'attendais de Michèle Torr pour le Luxembourg et Playboy d'Ann Christine pour la Finlande — sur 18 chansons,.

## Liste des titres
| A. | Die Zeiger der Uhr | Hans Bradtke, Walter Dobschinski | 2:27 |
| B. | Nur deine Bilder   | Michael Holm, Peter Moesser      | 2:30 |

## Historique de sortie
| Pays      | Date | Format   | Label   |
| --------- | ---- | -------- | ------- |
| Allemagne | 1966 | 45 tours | Polydor |